# The Teen Idles
I Teen Idles sono uno dei primi e più importanti gruppi hardcore punk e straight edge formatesi nella scena hardcore di Washington. Il gruppo ha inciso solo due EP con la Dischord Records e vedeva tra i suoi componenti Ian MacKaye (proprietario della stessa Dischord Records) e Jeff Nelson che di lì a poco formeranno i Minor Threat.
La band, che è la prima ad aver inciso per la Dischord Records, era molto influenzata alle band hardcore americane come Bad Brains e Black Flag; il suo stile musicale era una versione molto primitiva dell'hardcore e fu un tentativo, secondo il bassista MacKaye, "di tenersi lontano da una musica veramente corrotta".

## Storia del gruppo

### Formazione
La storia dei Teen Idles ha inizio quando Ian MacKaye scoprì il punk rock grazie a una radio del college locale, la WGTB della Georgetown University. L'incontro con Jeff Nelson, suo compagno di corso, avvenne dopo che quest'ultimo aveva piazzato un tubo bomba fuori dalla loro scuola e MacKaye si era recato sul luogo per investigare. I due divennero amici e scoprirono subito il loro interesse condiviso per il punk. La prima esibizione punk di MacKaye e Nelson fu nel gennaio 1979 durante un concerto di beneficenza dei The Cramps per la WGTB. Il concerto ispirò il duo: MacKaye in seguito commentò "Mi sbalordì perché per la prima volta vidi questa enorme e invisibile comunità che si era riunita per questo evento tribale. [...] Pensai 'Questo mi interessa. Questo è il mondo in cui penso di poter respirare. Questo è quello che mi serve.'"
Dopo aver visto un concerto dei Bad Brains, MacKaye e Nelson iniziarono a suonare in una punk band liceale, The Slinkees, con i compagni di scuola George Grindle e Mark Sullivan. Gli Slinkees suonarono un unico concerto prima che Sullivan andasse al college. La band tentò dunque di reclutare un amico di MacKaye, Henry Garfield, che declinò l'offerta, quindi venne scelto Nathan Strejcek come nuovo cantante. Gli Slinkees cambiarono il loro nome in The Teen Idles. Dopo essere andati in tour ed essersi esercitati per diversi mesi, la band suonò due sessioni demo in uno studio locale tra il febbraio e l'aprile del 1980, nonostante sia il tecnico del suono che una band lì presente avessero riso apertamente delle loro registrazioni. Iniziarono anche a suonare durante le feste, e aprirono il concerto per i Bad Brains nella galleria d'arte Madam's Organ.
Per ravvivare il fervore del punk rock, che secondo la band era stato distorto dal New Wave, i Teen Idles cercarono di apparire il più intimidatori possibile. Si rasarono le teste, si fecero un'acconciatura Mohawk e utilizzarono diversi accessori punk; Nelson e MacKaye inserirono delle puntine da disegno nelle suole degli stivali per fare uno "schiocco inquietante" mentre camminavano. Il loro modo di apparire era in contraddizione con il loro atteggiamento; secondo MacKaye "durante i nostri concerti e all'interno della nostra stessa comunità eravamo dei ragazzi goffi. Eravamo spiacevolmente onesti - non ci davamo al taccheggio, né ai vandalismi e non usavamo le bombolette spray. [...] Non facevamo nulla - tutti ci odiavano solo per il nostro aspetto"
Dopo aver aperto diversi concerti a Washington per band come gli Untouchables, nell'agosto del 1980 i Teen Idles decisero di andare in tour nella costa occidentale degli Stati Uniti. Insieme ai roadie Garfield e Sullivan, la band viaggiò per tutta la California. Non appena arrivati ebbero delle seccature con la polizia, e dopo aver apertamente sfidato i poliziotti, Nelson venne ammanettato per un'ora. I Teen Idles finalmente iniziarono il tour, ma non gli venne permesso di entrare all'Hong Kong Cafe di Los Angeles per via della loro età. Sebbene dovessero aprire il concerto per i Dead Kennedys e i Circle Jerks, si accordarono per suonare la sera successiva, aprendo per i The Mentors e una band chiamata Puke, Spit and Guts in cambio di soli 15 dollari. I Teen Idles colpirono tutti quelli presenti al concerto; MacKaye in seguito ammise "La gente andò fuori di testa per quanto suonavamo veloci".
Al loro ritorno a Washington, Skip Groff, proprietario del negozio di dischi Yesterday and Today, chiese loro di registrare alcuni pezzi all'Inner Ear, un piccolo studio di registrazione di Arlington, Virginia. Vennero presentati al proprietario Don Zientara (lo studio non era altro che un recorder a casa di Zientara). I Teen Idles suonarono dal vivo mentre Zientara fece da tecnico del suono e Groff si occupò della produzione. In totale vennero registrati sette pezzi. Tuttavia, la band era indecisa su cosa fare con i nastri e decise di archiviarli.

### Lo scioglimento eMinor Disturbance
A fine anni ottanta i Teen Idles decisero di dividersi, in gran parte per via del litigio tra Grindle e Nelson. La nuova ragazza di Grindle, una cristiana appartenente al movimento della Rinascita, disapprovava la band, e portò Grindle a mettere in dubbio il suo ruolo. Le tensioni tra Grindle e Nelson, un ateo dichiarato, si intensificarono finché Grindle non decise di abbandonare la band. Il loro ultimo concerto fu il 6 novembre 1980 al 9:30 Club, come gruppo spalla degli SVT, e fu un evento chiave per la popolarità di tutti i concerti senza restrizioni di età: non c'era alcool in vendita, e quindi non vi era alcuna restrizione all'ingresso. Prima di suonare al Mabuhay Gardens in California, alla band venne permesso di entrare nel club solo dopo essersi fatti segnare una grande X sulla mano a indicare che erano al di sotto dell'età legale per bere. Suggerirono questa idea ai manager del 9:30 Club di Washington, e giurarono che se dei giovani fossero stati trovati a bere, il club li avrebbe banditi. Il club acconsentì e l'ultimo concerto dei Teen Idles non presentò alcun incidente.
Dopo un anno di tour, la band aveva guadagnato un totale di 700 dollari. Si trovavano dunque davanti a due opzioni: dividere i soldi tra ciascuno membro del gruppo, o pubblicare le registrazioni che avevano fatto con Don Zientara all'Inner Ear. Scelsero la seconda opzione, e Nelson, Strejcek e MacKaye fondarono, con l'aiuto di Groff, la Dischord Records per pubblicare il loro materiale. Minor Disturbance venne pubblicato nel gennaio 1981 con una tiratura iniziale di 1000 copie, e divenne un successo locale, ottenendo il passaggio in radio e delle buone recensioni da parte dei fanzine come Touch and Go, il che significava che la Dischord adesso aveva abbastanza soldi per pubblicare i dischi delle altre band.
Dopo lo scioglimento dei Teen Idles disbanded, Grindle scelse di non proseguire la carriera musicale. Al momento della pubblicazione di Minor Disturbance, Nelson e MacKaye avevano già formato i Minor Threat. Il primo concerto della nuova band fu il 17 dicembre 1980. Strejcek fece parte della Dischord Records fino a quando Nelson e MacKaye, delusi dalla sua mancanza di impegno, decisero di rimuoverlo. Tra gli anni ottanta e gli anni novanta i Teen Idles comparvero in una serie di compilation hardcore: la Dischord, per celebrare la centesima pubblicazione, nel 1996 fece uscire Teen Idles, che includeva le due demo che la band aveva registrato tra il febbraio e l'aprile del 1980.

## Stile musicale e punti di vista
Secondo il giornalista Michael Azerrad, i Teen Idles "suonavano melodie proto-hardcore che alteravano il loro ambiente sociale". In seguito MacKaye spiegò nel documentario sull'hardcore Another State of Mind: "Quando sono diventato un punk, la mia lotta principale era contro le persone che mi erano intorno - gli amici." Quando MacKaye aveva 13 anni si trasferì a Palo Alto, California per nove mesi. Al suo ritorno, i suoi amici avevano iniziato a assumere droghe e a bere. Al riguardo commentò: "Ho detto 'Dio, non voglio essere come queste persone, amico. Non mi ci ritrovo per niente con loro.' Perciò è stata un'alternativa."
L'emblema grafico maggiormente associato con il movimento Straight Edge era una "X" nera disegnata solitamente sulle mani con un pennarello. Secondo quanto dichiarato da MacKaye: "Eravamo a San Francisco e avevamo suonato in un posto chiamato Mabuhay Gardens. Si resero conto che eravamo minorenni e non volevano lasciarci suonare. Alla fine abbiamo stretto l'accordo che noi volevamo solo suonare e non avremmo bevuto, così presero un pennarello e misero una grande 'X' sulle nostre mani. Così siamo tornati a Washington e siamo andati in questo club, il 9:30, e abbiamo detto 'Hey, guardate, non berremo e ci metteremo questa grande 'X' sulle mani. Se ci vedete bere, potete buttarci fuori da questo posto per sempre. Non berremo, siamo solo venuti per la musica'." La band adottò questo simbolo e, sebbene inizialmente dovesse indicare soltanto i minorenni, divenne un emblema dal significato più ampio per le band che volevano suonare per un pubblico che non avesse ancora raggiunto l'età legale per bere. MacKaye notò che al tempo il simbolo "non doveva indicare gli straight edge, ma doveva denotare i ragazzi. Aveva a che fare con l'essere dei giovani punk-rock...rappresenta la giovinezza."
La maggior parte dei testi della band sono stati scritti da MacKaye. Così come l'aspetto del gruppo, anche l'oggetto dei loro testi era una reazione contro l'allora dominante scena New Wave e il compiacimento in cui molte delle prime band wave punk, tra cui i Clash e i Damned, sembravano essere precipitati a inizio anni ottanta. In "Fleeting Fury", Strejcek dichiara "I vestiti che indossate hanno perso il loro mordente / E così anche il furore delle canzoni che cantate". I Teen Idles furono fortemente influenzati dalle band punk di Washington e della California, come i Bad Brains, i Black Flag e i Germs. L'influenza di questi gruppi si rifletté sulle canzoni dei Teen Idles, che erano composte principalmente dall'urlo di Strejcek sopra un beat hardcore, mentre MacKaye e Grindle suonavano dei riff brevi e molto veloci, inframezzati da solo di chitarra molto rapidi di Grindle.

## Formazione
- Nathan Strejcek - voce
- Geordie Grindle - chitarra
- Ian MacKaye - basso
- Jeff Nelson - batteria

## Discografia
- 1980 - Minor Disturbance
- 1996 - Teen Idles
- 1996 - Anniversary